# Carte blanche (album)
Pour les articles homonymes, voir Carte blanche.
Albums de Rachid Taha
Olé Olé
(1996) Dîwan
(1998)
Carte blanche est la première compilation de raï algérien de Rachid Taha sorti en 1997 et comprenant également des chansons des albums du groupe Carte de séjour. L'album est coproduit par Steve Hillage, anciennement du groupe Gong et Yves Aouizerate, Mark Frank, Michel Zacha, Nick Patrick, Nick Patrick et Jam'ba. 

## Liste des titres
1. Ya Rayah (Amrani Abderrahmane) - 6 min 13 s - 1993
2. Douce France (Charles Trenet - Léo Chauliac) - 3 min 37 s - 1986
3. Bleu de Marseille (Rachid Taha, Mohammed Amini, Mokhtar Amini, Jérôme Savy) - 4 min 30 s - 1984
4. Rhorhomanie (Rachid Taha, Mohammed Amini, Mokhtar Amini, Jérôme Savy) - 4 min 10 s - 1984
5. Ramsa (Rachid Taha, Mohammed Amini, Mokhtar Amini, Jérôme Savy) - 3 min 48 s - 1986
6. Zoubida (Rachid Taha, Alexandre Dif, Mohammed Amini, Mokhtar Amini) - 4 min 33 s - 1982
7. Barbès (Rachid Taha) - 4 min 27 s - 1990
8. Bled (Rachid Taha) - 4 min 23 s - 1990
9. Malika (Rachid Taha) - 4 min 23 s - 1990
10. Voilà, voilà (Rachid Taha) - 5 min 15 s - 1993
11. Indie (Rachid Taha, Bruno Maman) - 4 min 20 s - 1994
12. Non non non (Rachid Taha) - 4 min 09 s - 1995
13. Valencia (Rachid Taha, Steve Hillage) - 4 min 46 s - 1995
14. Jungle Fiction (adaptation de Misirlou par Rachid Taha, Steve Hillage) - 4 min 01 s - 1995
15. Kelma (Rachid Taha) - 4 min 49 s - 1995